# Каптейн, Якобус Корнелиус
Яко́бус Корне́лиус Капте́йн (нидерл. Jacobus Cornelius Kapteyn; 19 января 1851, г. Барневелд, Нидерланды — 18 июня 1922) — нидерландский астроном, получивший известность благодаря проведённым обширным исследованиям Млечного Пути. Также он стал первым учёным, нашедшим доказательства вращения галактик.

## Биография
Каптейн поступил в Утрехтский университет в 1868 году. В 1875 он защитил диссертацию, после чего в течение трёх лет работал в Лейденской обсерватории, после чего он стал первым профессором астрономии и теоретической механики в Гронингенском университете, где и работал вплоть до ухода в отставку в 1921 году.
В промежутке от 1896 до 1900 года, не имея возможности проводить наблюдения самостоятельно, Каптейн вызвался добровольцем исследовать фотопластинки, полученные Дэвидом Гиллом, который производил фотографическое исследование звёзд южного полушария в Кейптаунской обсерватории. Результатом их сотрудничества стала публикация каталога «Cape Photographic Durchmusterung», в котором были перечислены положения и величины 454875 звёзд южного полушария.
Во время выполнения данной работы в 1897 году Каптейн открыл звезду Каптейна, которая имела наибольшее собственное движение из всех известных на тот момент звёзд. Сейчас она находится на втором месте после звезды Барнарда.
В 1904 года, изучая собственное движение различных звёзд, Каптейн обнаружил, что оно имеет не случайный характер, как считалось в то время; в звёздах можно выделить два потока, движущиеся в почти противоположных направлениях. Впоследствии стало ясно, что это открытие стало первым доказательством вращения нашей галактики, что привело к последующему открытию вращения галактик учёными-астрономами Яном Оортом и Бертилем Линбдладом.
В 1906 году Каптейн начал проект по серьёзному исследованию распределения звёзд в нашей галактике, используя подсчёт звёзд по различным направлениям. При этом измерялись видимая звёздная величина, спектральный класс, радиальная скорость и собственное движение звёзд в 206 отдельно взятых зонах. Этот проект стал первым скоординированным статистическим анализом такого масштаба за всю историю астрономии, и его реализация основывалась на сотрудничестве более чем 40 различных обсерваторий.
Каптейн получил медаль Джеймса Крейга Уотсона в 1913 году. Впоследствии он ушёл в отставку в 1921 году в возрасте семидесяти лет, но по просьбе своего бывшего студента и на тот момент директора Лейденской обсерватории Виллема де Ситтера вернулся в Лейден, чтобы помочь обновлению обсерватории в соответствии с новыми астрономическими стандартами.
Работа, которой он посвятил большую часть жизни, «First attempt at a theory of the arrangement and motion of the sidereal system», была опубликована в 1922 и описывала имеющий форму линзы остров Вселенной, плотность в котором уменьшается по удалению от центра; сейчас такой остров называется моделью Вселенной Каптейна (Kapteyn’s Universe model). В данной модели размер галактики полагался числом порядка 40 000 световых лет в диаметре, а местонахождение Солнца относительно галактического центра — относительно близким, порядка 2 000 световых лет. Подобного рода модель подходила для высоких галактических широт, но оказалась неприменима к звёздам на плоскости диска галактики из-за недостатка научных сведений о межзвёздном веществе.
Уже после смерти Каптейна американский астроном Роберт Трамплер определил, что эффект межзвёздного покраснения (interstellar reddening) оказался существенно большим, чем предполагалось ранее. Это открытие увеличило оценки размера галактики вплоть до ста тысяч световых лет, а расстояния Солнца от галактического центра — до тридцати тысяч световых лет.
В честь Каптейна были названы астрономический институт при Гронингенском университете; одна из улиц Гронингена также носит его имя (нидерл. J.C. Kapteynlaan). Один из телескопов Ньютоновской группы (Телескоп Якобуса Каптейна, англ. Jacobus Kapteyn Telescope, JKT) назван в его честь.
Также в его честь названа звезда 8,8 величины BD −45° 1841, удаляющаяся от нас со скоростью 245 км/с (больше, чем скорость вращения Галактики)
В честь Каптейна назван астероид (818) Каптейния, открытый в 1916 году немецким астрономом Максом Вольфом  в обсерватории Гейдельберг..
В 1964 г. Международный астрономический союз присвоил имя Якобуса Каптейна кратеру на видимой стороне Луны.
Награждён медалью Кэтрин Брюс.
Является братом Виллема Каптейна (1849—1927), математика, ректора Утрехтского университета.